# Williams FW14B
Chronologie des modèles (1992)
Williams FW14 Williams FW15C
La Williams FW14B est la monoplace de Formule 1 construite par les ingénieurs Patrick Head et Adrian Newey pour l'écurie britannique Williams F1 Team dans le cadre du championnat du monde de Formule 1 1992. Elle est pilotée par le Britannique Nigel Mansell et l'Italien Riccardo Patrese.
Motorisée par un moteur V10 Renault de 3.5 litres, la Williams FW14B, évolution de la FW14 de la saison précédente, est techniquement la plus sophistiquée de la grille, avec une boîte de vitesses semi-automatique, une suspension active, un contrôle de traction et un système d'anti-blocage des freins. La voiture de Nigel Mansell est exposée dans la collection Williams à Didcot.

## Historique

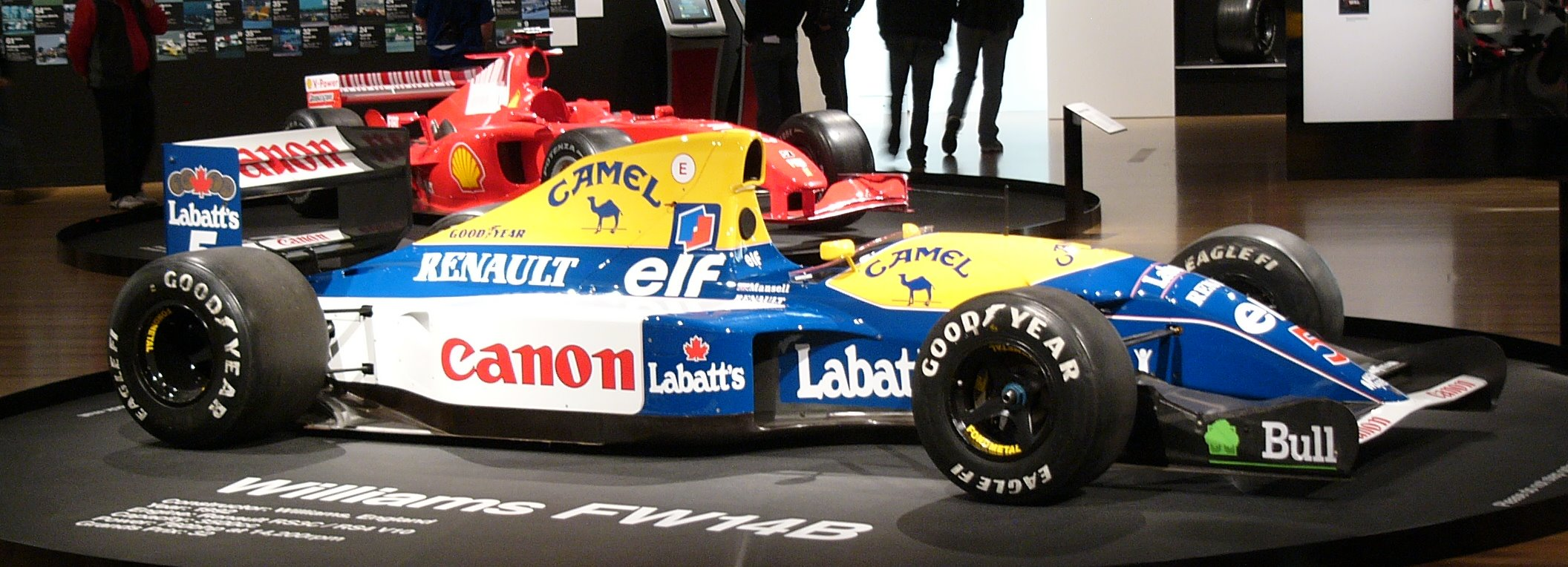
La Williams FW14B de Nigel Mansell exposée à Wellington.

En 1992, après davantage de travail et de développement sur la boîte de vitesses et sur la suspension active, la FW14B est à nouveau la voiture dominante et Mansell conclut le championnat avec neuf victoires tandis que Patrese remporte une victoire. Patrese n'a pas tant gagné avec cette voiture qu'avec la FW14, car il préférait la suspension passive.
Williams gagne le championnat des constructeurs mais la saison se finit dans la discorde après que Mansell quitte l'équipe, à la suite de la signature d'Alain Prost, alors que Patrese choisit Benetton Formula pour la saison 1993.

## Résultats en championnat du monde de Formule 1

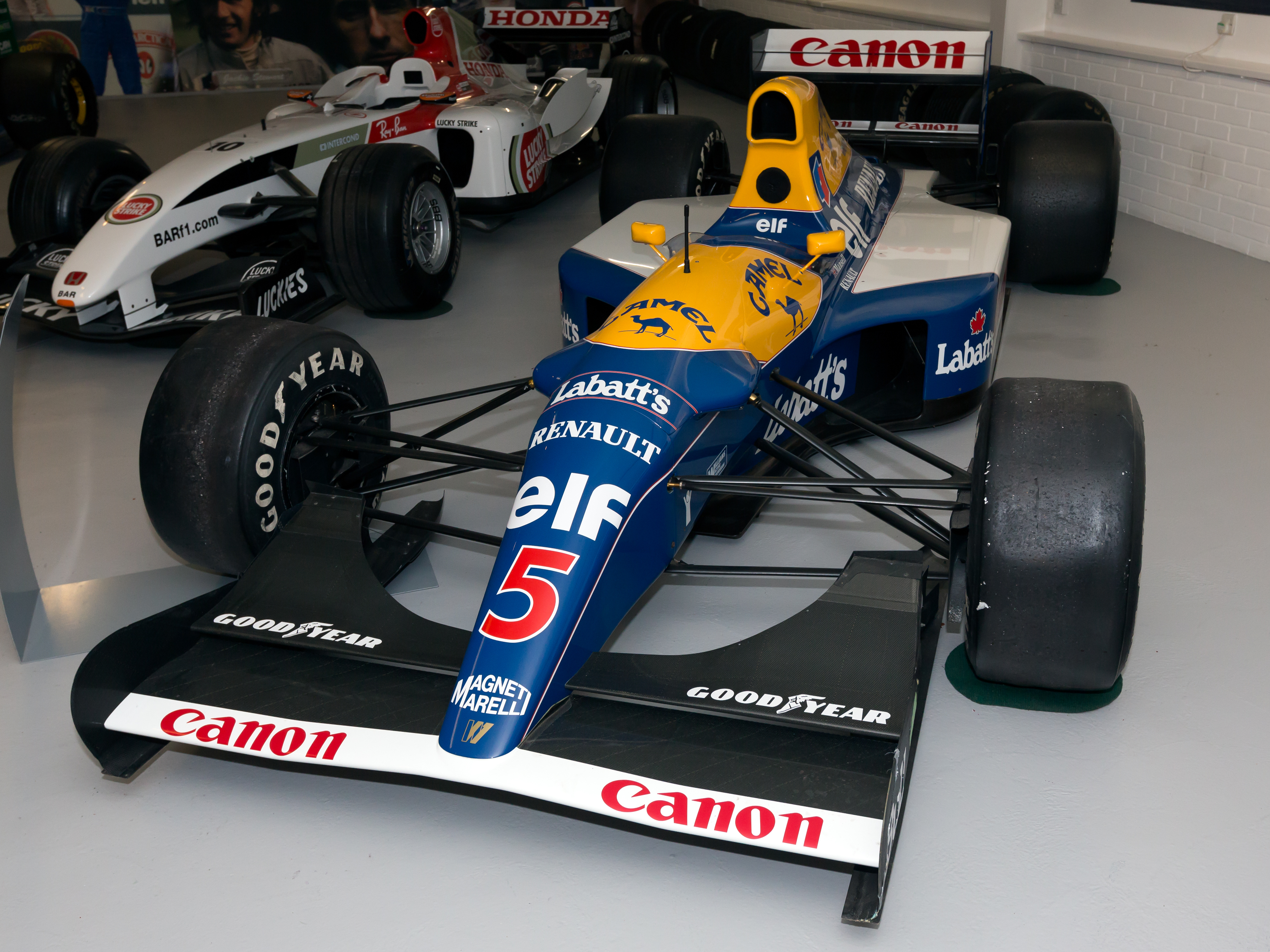
La Williams FW14B de Nigel Mansell exposée au Donington Grand Prix Collection.

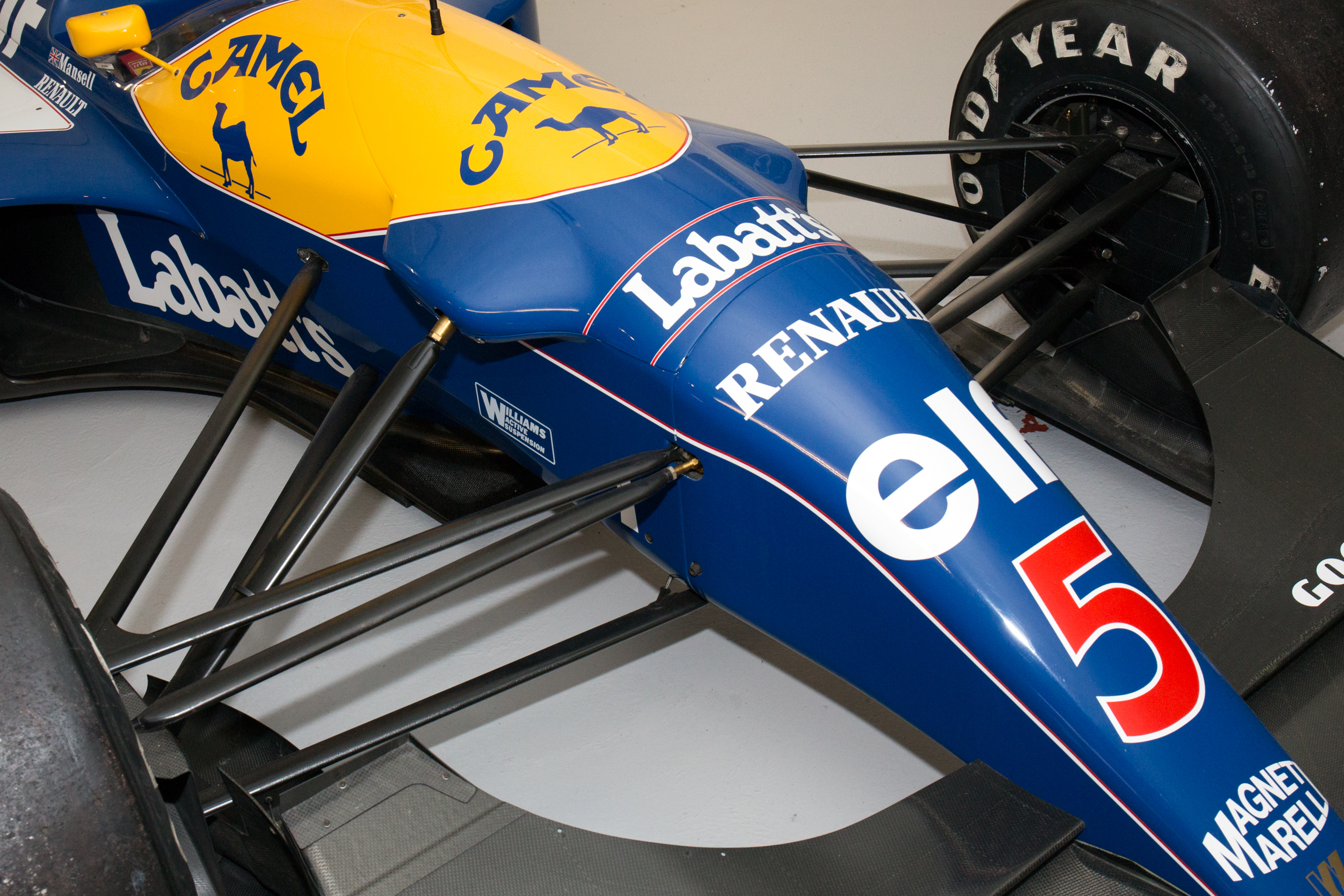
Les suspensions avant de la Williams FW14B de Nigel Mansell.

| Saison | Écurie              | Moteur               | Pneus    | Pilotes          | Courses | Courses | Courses | Courses | Courses | Courses | Courses | Courses | Courses | Courses | Courses | Courses | Courses | Courses | Courses | Courses | Points inscrits | Classement |
| Saison | Écurie              | Moteur               | Pneus    | Pilotes          | 1       | 2       | 3       | 4       | 5       | 6       | 7       | 8       | 9       | 10      | 11      | 12      | 13      | 14      | 15      | 16      | Points inscrits | Classement |
| ------ | ------------------- | -------------------- | -------- | ---------------- | ------- | ------- | ------- | ------- | ------- | ------- | ------- | ------- | ------- | ------- | ------- | ------- | ------- | ------- | ------- | ------- | --------------- | ---------- |
| 1992   | Canon Williams Team | Renault RS3C RS4 V10 | Goodyear |                  | AFS     | MEX     | BRÉ     | ESP     | SMR     | MON     | CAN     | FRA     | GBR     | ALL     | HON     | BEL     | ITA     | POR     | JAP     | AUS     | 164             | Champion   |
| 1992   | Canon Williams Team | Renault RS3C RS4 V10 | Goodyear | Nigel Mansell    | 1er     | 1er     | 1er     | 1er     | 1er     | 2e      | Abd     | 1er     | 1er     | 1er     | 2e      | 2e      | Abd     | 1er     | Abd     | Abd     | 164             | Champion   |
| 1992   | Canon Williams Team | Renault RS3C RS4 V10 | Goodyear | Riccardo Patrese | 2e      | 2e      | 2e      | Abd     | 2e      | 3e      | Abd     | 2e      | 2e      | 8e      | Abd     | 3e      | 5e      | Abd     | 1er     | Abd     | 164             | Champion   |

Légende : ici 